# Nông nghiệp Biodynamic
Nông nghiệp Biodynamic, hay nông nghiệp sạch tự nhiên, sinh học năng động là một hình thức nông nghiệp thay thế có nhiều nét tương đồng với nông nghiệp hữu cơ nhưng bao gồm các khái niệm bí truyền khác nhau được rút ra từ những ý tưởng của Rudolf Steiner (1861-1925). Ban đầu hình thức này được khai mở vào năm 1924, đó là một bước đi đầu tiên của phong trào nông nghiệp hữu cơ. Từ việc cải tạo độ màu mỡ của đất, sự tăng trưởng của cây trồng, đến chăm sóc các vật nuôi tạo thành một hệ sinh thái có mối liên quan mật thiết với nhau mang sắc màu tâm linh và thần bí.
Biodynamics có nhiều điểm chung với các phương pháp hữu cơ khác– nhấn mạnh việc sử dụng phân chuồng và phân hữu cơ và loại trừ việc sử dụng các hóa chất nhân tạo áp dụng vào đất và cây trồng. Phương pháp độc đáo mà biodynamic tiếp cận bao gồm việc đối xử với những con vật, những cây trồng và đất như hệ thống duy nhất, một sự nhấn mạnh ngay từ ban đầu đối với hệ thống sản xuất và phân phối địa phương, nó sử dụng các giống truyền thống tại địa phương và cũng như giống mới. Một vài phương pháp sử dụng lịch trồng và gieo hạt sinh học. Nông nghiệp biodynamic sử dụng các phụ gia thảo dược và khoáng chất để trộn vào phân hữu cơ và dùng nó xịt vào ruộng, nhưng đôi khi chúng được chuẩn bị bởi những cách làm gây tranh cãi, như việc nhồi thạch anh vào sừng của một con bò, cho là để thu hoạch "năng lượng vũ trụ từ trong lòng đất", nhiều người coi đó là phép thuật giao cảm hơn là nông học.
Đến 2016 phương pháp biodynamic đã được sử dụng tại 60 nước với 161,074 hecta đất. Đức chiếm 45% trong tổng số toàn cầu; phần còn lại trung bình 1750 ha cho mỗi nước. Một số vườn nho nổi tiếng được trồng theo phương pháp Biodynamic. Những sản phẩm biodynamic đã có sự chứng nhận từ các cơ quan có thẩm quyền, hầu hết trong số đó đều là thành viên của tổ chức tiêu chuẩn biodynamics quốc tế, Demeter International.
Không có sự khác biệt đáng kể trong kết quả thu hoạch được xác định khoa học giữa phương pháp biodynamic với canh tác hữu cơ và nông nghiệp tích hợp. Nông nghiệp Biodynamic không có bằng chứng khoa học mạnh mẽ về hiệu quả bởi vì có quá nhiều kiến thức bí truyền và niềm tin bí ẩn trong phương pháp này.

## Lịch sử

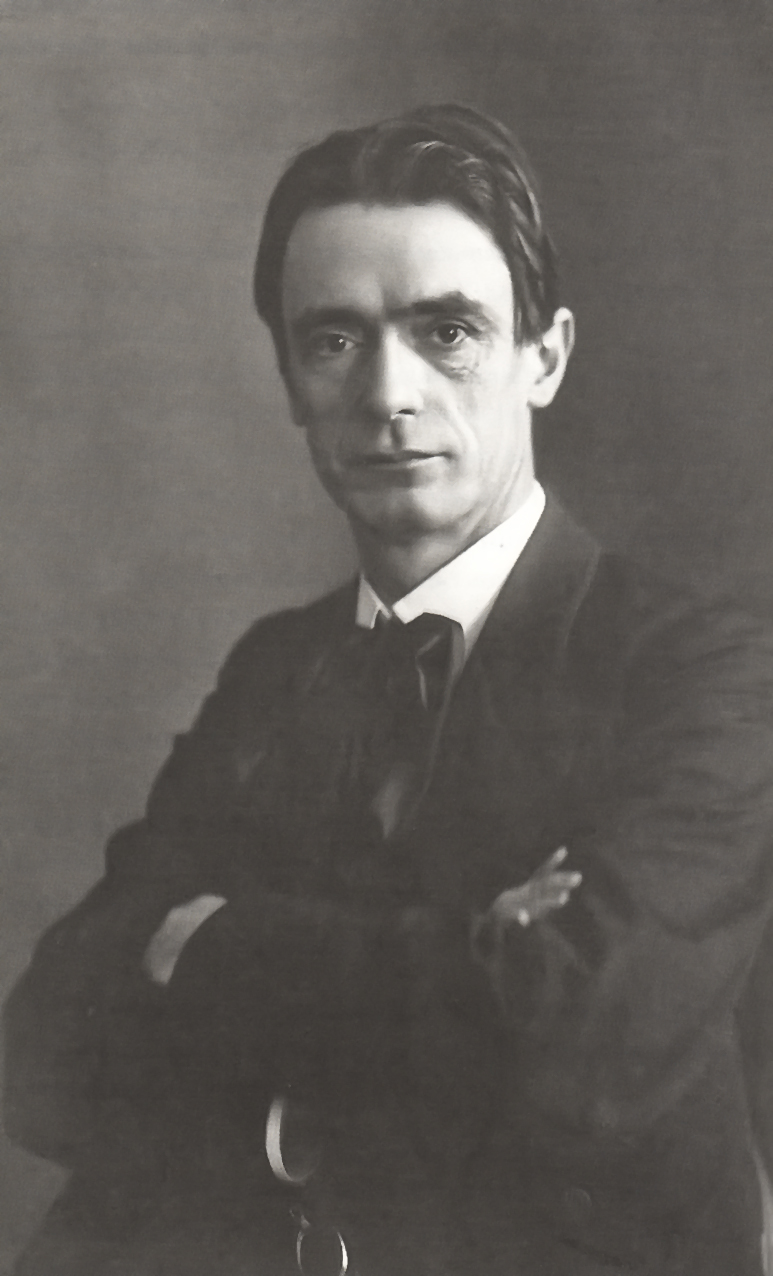
Rudolf Steiner, một nhà triết học, thần bí học, người sáng lập "anthroposophic agriculture", sau đó được biết đến với tên gọi "biodynamic".

Biodynamics là nông nghiệp hữu cơ hiện đại đầu tiên. Sự phát triển của Biodynamics bắt đầu vào năm 1924 với tám bài giảng về nông nghiệp được trình bày bởi nhà triết học Rudolf Steiner tại Schloss Koberwitz, Đức (hiện là Kobierzyce nằm ở phía Tây nam Wrocław của Ba Lan). Qua các bài giảng này, nông nghiệp hữu cơ lần đầu được giới thiệu, và đã đáp ứng mong muốn từ những người nông dân khi mà họ nhận thấy rằng tình trạng đất nông nghiệp ngày càng bị suy thoái, phẩm chất cây trồng và gia súc ngày càng suy giảm từ việc con người sử dụng phân bón hóa học trong nông nghiệp. Một trăm mười một người đã tham dự, với gần một nửa là nông dân, đến từ sáu quốc gia, chủ yếu là Đức và Ba Lan. Các bài giảng này của ông được công bố vào tháng 10 năm 1924, bản dịch bằng tiếng Anh đầu tiên xuất bản trong năm 1928,  với tiêu đề The Agriculture Course.
Steiner nhấn mạnh rằng những phương pháp mà ông đề xuất cần phải kiểm chứng bằng thực nghiệm. Vì mục đích này, Steiner đã thành lập một nhóm nghiên cứu, mang tên "Agricultural Experimental Circle of Anthroposophical Farmers and Gardeners of the General Anthroposophical Society". Từ năm 1924 đến năm 1939, nhóm đã thu hút gần 800 thành viên đến từ khắp nơi trên thế giới, bao gồm cả châu Âu, Mỹ và Úc. Một nhóm nghiên cứu khác, "Association for Research in Anthroposophical Agriculture" (Versuchsring anthroposophischer Landwirte), chỉ đạo bởi nhà nông nghiệp người Đức, Erhard Bartsch, nhằm thử nghiệm tác động của phương pháp biodynamic lên đời sống và sức khỏe của đất, cây trồng và vật nuôi, nhóm đã công bố nhật ký hằng tháng trên tạp chí Demeter. Bartsch cũng có công trong việc phát triển một tổ chức bán hàng cho các sản phẩm biodynamic, Demeter, mà vẫn tồn tại đến ngày hôm nay. Vào năm 1933 Hiệp hội The Research Association đổi tên thành The Imperial Association for Biodynamic Agriculture (Reichsverband cho biologisch-dynamische Wirtschaftsweise), nhưng đến năm 1941 thì bị giải thể bởi Đức Quốc Xã. Trong năm 1931 hiệp hội có 250 thành viên từ Đức, 109 thành viên từ Thụy Sĩ, 104 thành viên từ các quốc gia khác ở châu Âu  và 24 từ bên ngoài châu Âu. Trang trại biodynamic lâu đời nhất là Wurzerhof ở Áo và Marienhöhe ở Đức.
Năm 1938, đề tài Bio-Dynamic Farming and Gardening của Ehrenfried Pfeiffer được xuất bản trong năm ngôn ngữ -  Anh, Hà lan, Ý, Pháp và Đức, đã trở thành một tác phẩm tham khảo chuẩn trong lĩnh vực này qua nhiều thập kỷ. Vào tháng bảy, năm 1939, theo lời mời của Walter James, 4th Baron Northbourne, Pfeiffer đến Anh để giảng dạy về Biodynamic Farming tại khóa học hè Betteshanger Summer School và tham gia hội thảo về chủ đề này tại trang trại Northbourne ở Kent. Hội thảo đã chỉ ra sự thiếu kết nối giữa nông nghiệp biodynamic và canh tác hữu cơ, trong năm sau Betteshanger, Northbourne đã xuất bản bản tuyên ngôn về canh tác hữu cơ của mình, Look to the Land (Nhìn vào Đất), trong đó ông đặt ra thuật ngữ ''organic farming' và khen ngợi các phương pháp của Rudolf Steiner. Vào những năm 1950, Hans Mueller được khích lệ bởi công trình nghiên cứu của Steiner đã sáng tạo ra phương pháp organic-biological farming (canh tác hữu cơ sinh học) ở Thụy Sĩ; mà sau này đã phát triển thành nhà chứng nhận lớn nhất các sản phẩm hữu cơ ở châu Âu, Bioland.:5

## Phương pháp Biodynamic trong canh tác
Điểm chung với các hình thức nông nghiệp hữu cơ khác, nông nghiệp biodynamic sử dụng phương thức quản lý thực tiển được thiết kế nhằm mục đích "khôi phục, duy trì và nâng cao sự hài hòa sinh thái." Trọng tâm phương pháp Biodynamic bao gồm việc đa dạng hóa cây trồng, tránh xử lý đất bằng chất hóa học hay đầu vào phi nông nghiệp khác nói chung, phân loại và phân cấp sản xuất, nghiên cứu sự vận hành của trời và đất ảnh hưởng tới cơ thể sinh vật. Hiệp hội Demeter khuyến nghị rằng " tối thiểu mười phần trăm trên tổng số diện tích trang trại nên dành riêng để bảo tồn đa dạng sinh học. Đều này bao gồm nhưng không giới hạn các khu vực ở rừng, vùng đất ngập nước, hành lang ven sông, và vùng cây trồng cho côn trùng. Đa dạng vòng luân canh và trồng các loại cây lâu năm là đều bắt buộc: không trồng một loại cây hàng năm trên cùng một thửa ruộng trong hai năm liên tiếp. Cũng không được phép để đất trống quanh năm, vì đất cần được che phủ bởi những tán cây xanh nhằm duy trì độ phì nhiêu."
Hiệp hội Demeter tuyên bố rằng nét riêng biệt trong thiết kế vùng đất trồng "bởi người nông dân, từ những điều kiện thực tiển là một trong những nguyên lý cơ bản của nông nghiệp biodynamic. Nguyên lý này nhấn mạnh con người có trách nhiệm trong sự phát triển hệ sinh thái và môi trường sống của chính họ, vượt ra ngoài mục đích kinh tế và những nguyên tắc mô tả sinh thái học thông thường.":141–142 Cây trồng, vật nuôi, người nông dân và "toàn bộ môi trường xã hội" tạo thành một tương tác độc đáo mà biodynamic cố gắng "tích cực định hình...thông qua nhiều hành động thực hành quản lý. Mục tiêu chính là luôn khuyến khích tạo ra những điều kiện lành mạnh cho cuộc sống": đất đai màu mỡ, cây trồng, vật nuôi khỏe mạnh, và những sản phẩm chất lượng.:141–142 "nông dân tìm cách để hiểu biết, tăng cường và hỗ trợ những gì thiên nhiên có nhằm giúp cho cây trồng được phát triển tốt nhất, và từ chối các phương pháp canh tác khác làm tổn hại đến môi trường, đất đai, cây cối, động vật và cả sức khỏe con người... nông trại Biodynamic hình thành như một thực thể, một thực thể độc lập với đặc tính riêng có của mình":148 một tổng thể tự hình thành và tự duy trì. "Vấn đề kiểm soát dịch bệnh và côn trùng được giải quyết thông qua đa dạng loài thực vật, cân bằng môi trường sống giữa động vật ăn thịt với dinh dưỡng đời sống cây trồng và chú ý đến việc tiếp nhận ánh sáng và luồng không khí. Cỏ dại được kiểm soát bằng các biện pháp phòng ngừa, bao gồm xác định thời điểm gieo trồng, phủ rơm lên lớp đất mặt, nhận biết và ngăn ngừa sự xâm lấn quá mức từ các loài cỏ dại."
Sự thật nông nghiệp Biodynamic khác với nhiều hình thức nông nghiệp hữu cơ theo hướng tâm linh, thần bí hay chiêm tinh. Biodynamic được thiết lập bởi một sự tập trung tinh thần, cũng như quan điểm đối với việc phát triển nhân loại, cũng như phong trào "nông nghiệp tự nhiên" tại Nhật Bản.:5 Điểm quan trọng bao gồm việc sử dụng phân gia súc làm phân bón để duy trì tăng trưởng cây trồng (tái chế chất dinh dưỡng), bảo dưỡng và cải thiện chất lượng đất, sức khỏe và hạnh phúc của cây trồng và vật nuôi.Cây che phủ đất,phân xanh và luân canh được sử dụng rộng rãi, các trang trại nuôi dưỡng sự đa dạng sinh học đời sống của cây trồng và động vật, và để tăng cường chu trình sinh học và các hoạt động sinh học đất.
Trang trại Biodynamic thường có một khu vực văn hóa và khuyến khích cộng đồng địa phương, cả hai thông qua phát triển doanh số bán hàng địa phương và các hoạt động xây dựng cộng đồng trên trang trại. Một số trang trại Biodynamic sử dụng mô hình nông nghiệp cộng đồng, có kết nối với xã hội ba thành phần (social threefolding)
So với nông nghiệp phi hữu cơ, thực hành canh tác Biodynamic cho thấy tính bền vững hơn về những thách thức môi trường, nuôi dưỡng một sinh quyển đa dạng phong phú, tiết kiệm nhiều năng lượng hơn, các yếu tố Eric Lichtfouse mô tả được tầm quan trọng ngày càng tăng khi đối mặt với biến đổi khí hậu, khan hiếm năng lượng và sự gia tăng dân số.